# NGC 2659
NGC 2659 (również OCL 752 lub ESO 260-SC3) – gromada otwarta znajdująca się w gwiazdozbiorze Żagla. Odkrył ją John Herschel 3 lutego 1835 roku. Jest położona w odległości ok. 5,6 tys. lat świetlnych od Słońca.